# درع المجتمع الإنجليزي 2017
درع الاتحاد الإنجليزي 2017 (بالإنجليزية: 2017 FA Community Shield)‏ هو الموسم 95 من درع الاتحاد الإنجليزي. أقيم بتاريخ 6 أغسطس 2017، وأشرف على تنظيمه الاتحاد الإنجليزي لكرة القدم، وكان عدد الأندية المشاركة فيه 2، وفاز فيه نادي أرسنال.